# Oxylamia distincta
Oxylamia distincta là một loài bọ cánh cứng trong họ Cerambycidae.